# Барадзутти, Коррадо
Коррадо Барадзутти (итал. Corrado Barazzutti; род. 19 декабря 1953, Удине) — итальянский профессиональный теннисист и теннисный тренер, бывшая седьмая ракетка мира в одиночном разряде. Победитель 6 турниров Гран-при и WCT в одиночном и парном разряде, победитель Открытого чемпионата Франции среди юношей, обладатель Кубка Дэвиса (1976) в составе сборной Италии. Капитан сборных Италии в Кубке Дэвиса и в Кубке Федерации, четырежды выигрывавший Кубок Федерации с женской сборной.

## Биография
Коррадо Барадзутти родился в Удине (северо-восток Италии) в семье шофёра грузовика. Когда ему было семь лет, семья перебралась в Алессандрию на северо-западе страны. Там Коррадо начал учиться играть в теннис; его первым тренером стал Джузеппе Корнара, больше известный как футбольный тренер. Барадзутти последовательно выиграл юношеские чемпионаты Италии в возрастных категориях до 14, 16 и 18 лет и в 1971 году стал победителем престижного международного юношеского турнира Orange Bowl в США. В финале итальянец переиграл Витаса Герулайтиса. В том же году Барадзутти выиграл Открытый чемпионат Франции среди юношей.
С 1972 года Барадзутти представлял сборную Италии в Кубке Дэвиса, зарекомендовав себя как упорный боец (он получил прозвище «Маленький солдат»). Внутри Италии он соревновался за лидерство с Адриано Панаттой, но в составе сборной они наладили успешное сотрудничество, в 1976 году завоевав Кубок Дэвиса после победы в финале над сборной Чили; победу над Хайме Фильолем в рамках этого матча Барадзутти позже называл самой важной в своей карьере. В следующие четыре года итальянская сборная с участием Барадзутти ещё трижды играла в финале Кубка Дэвиса и дважды — в финале второго международного мужского командного турнира — Кубка наций, но больше ни одного титула не завоевала.
На индивидуальном уровне Барадзутти выходил в финалы турниров профессиональных туров Гран-при и WCT с 1974 года (парный разряд, одиночный — с 1975 года) и завоевал свой первый титул в 1976 году в Ницце. Лучших результатов в карьере он достиг в 1977 и первой половине 1978 года, выиграв три турнира в одиночном разряде, а также став полуфиналистом Открытого чемпионата США 1977 года и Открытого чемпионата Франции 1978 года. В первом случае Барадзутти обыграл двух соперников из первой десятки рейтинга ATP — Илие Настасе и Брайана Готтфрида, — прежде чем уступить второй ракетке мира Джимми Коннорсу. Хотя американец победил в трёх сетах, матч был отмечен скандальной выходкой Коннорса: когда Барадзутти начал оспаривать засчитанный сопернику мяч, показывая на отметину за пределами корта, американец перебежал на его сторону и затёр отметину ногой прежде, чем судья матча успел её рассмотреть. В полуфинале Открытого чемпионата Франции на пути итальянца стал возглавлявший мировой рейтинг Бьорн Борг. Матч окончился разгромом — швед отдал Барадзутти только один гейм в трёх сетах (доведя число сетов, выигранных всухую в течение этого турнира, до шести). После двух полуфиналов турниров Большого шлема, сыгранных Барадзутти в 1977 и 1978 году, ни один итальянец не проходил так далеко в мужском одиночном разряде в следующие три десятилетия. В итоге Барадзутти и сам вошёл в число десяти сильнейших теннисистов мира, в августе 1978 года достигнув в рейтинге 7-го места, и сыграл в этом сезоне в итоговых турнирах обоих профессиональных туров — WCT в мае и Гран-при в конце года.
Свой последний индивидуальный титул Барадзутти завоевал в 1980 году в Каире. Он продолжал выступать до 1984 года, в дальнейшем занявшись тренерской работой. С 2002 года он занимал пост капитана обеих итальянских кубковых сборных — мужской в Кубке Дэвиса и женской в Кубке Федерации. Под его руководством итальянки завоёвывали Кубок Федерации четыре раза — в 2006, 2009, 2010 и 2013 годах. Основу состава в этот период составляли Франческа Скьявоне, Роберта Винчи, Сара Эррани и Флавия Пеннетта, но Барадзутти задействовал в победных финалах также Мару Сантанджело и Карин Кнапп. Работа Барадзутти с женской командой Италии завершилась в 2016 году, когда, оставшись без основных звёзд, она выбыла во II Мировую группу. Барадзутти также работал индивидуально с отдельными игроками — так, в период его сотрудничества со Скьявоне она выиграла Открытый чемпионат Франции, став первой итальянкой, победившей в турнире Большого шлема. Другим игроком, которого Барадзутти тренировал индивидуально, был Фабио Фоньини.
Коррадо Барадзутти женат; от жены Барбары у него двое дочерей — Джованна и Алессандра. В 2015 году, когда была открыта Аллея спортивной славы Италии, Барадзутти стал одним из четырёх теннисистов, удостоенных своей плиты (остальные трое — Панатта, Леа Периколи и Никола Пьетранджели).

## Место врейтинге ATPв конце сезона
| Год              | 1973 | 1974 | 1975 | 1976 | 1977 | 1978 | 1979 | 1980 | 1981 | 1982 | 1983 | 1984 |
| ---------------- | ---- | ---- | ---- | ---- | ---- | ---- | ---- | ---- | ---- | ---- | ---- | ---- |
| Одиночный разряд | 76   | 57   | 40   | 22   | 11   | 10   | 33   | 23   | 55   | 85   | 55   | 255  |
| Парный разряд    |      |      |      |      |      |      |      |      |      |      |      | 405  |

## Финалы турниров за карьеру

### Одиночный разряд (5-8)
| Результат | №  | Дата             | Турнир                            | Покрытие | Соперник в финале | Счёт в финале           |
| --------- | -- | ---------------- | --------------------------------- | -------- | ----------------- | ----------------------- |
| Поражение | 1. | 27 октября 1975  | Манила, Филиппины                 | Хард     | Росс Кейс         | 2-6, 1-6                |
| Победа    | 1. | 5 апреля 1976    | Ницца, Франция                    | Грунт    | Ян Кодеш          | 6-2, 2-6, 5-7, 7-6, 8-6 |
| Поражение | 2. | 5 июля 1976      | Открытый чемпионат Швеции, Бостад | Грунт    | Антонио Зугарелли | 6-4, 5-7, 2-6           |
| Поражение | 3. | 1 ноября 1976    | Открытый чемпионат Японии, Токио  | Хард     | Роско Таннер      | 3-6, 2-6                |
| Поражение | 4. | 4 апреля 1977    | Монте-Карло, Монако               | Грунт    | Бьорн Борг        | 3-6, 5-7, 0-6           |
| Победа    | 2. | 18 апреля 1977   | Шарлотт, Сев. Каролина, США       | Грунт    | Эдди Диббс        | 7-66, 6-0               |
| Победа    | 3. | 4 июля 1977      | Открытый чемпионат Швеции         | Грунт    | Балаж Тароци      | 7-6, 6-7, 6-2           |
| Победа    | 4. | 31 октября 1977  | Париж, Франция                    | Хард(i)  | Брайан Готтфрид   | 7-6, 7-6, 6-7, 3-6, 6-4 |
| Поражение | 5. | 24 апреля 1978   | Лас-Вегас, США                    | Хард     | Гарольд Соломон   | 1-6, 0-3 — отказ        |
| Поражение | 6. | 17 июля 1978     | Открытый чемпионат Швеции         | Грунт    | Бьорн Борг        | 1-6, 2-6                |
| Поражение | 7. | 17 сентября 1979 | Палермо, Италия                   | Грунт    | Бьорн Борг        | 4-6, 0-6, 4-6           |
| Поражение | 8. | 29 октября 1979  | Париж                             | Хард(i)  | Гарольд Соломон   | 3-6, 6-2, 3-6, 4-6      |
| Победа    | 5. | 3 марта 1980     | Каир, Египет                      | Грунт    | Паоло Бертолуччи  | 6-4, 6-0                |

### Мужской парный разряд (1-5)
| Результат | №  | Дата           | Турнир                      | Покрытие | Партнёр           | Соперники в финале           | Счёт в финале  |
| --------- | -- | -------------- | --------------------------- | -------- | ----------------- | ---------------------------- | -------------- |
| Поражение | 1. | 27 мая 1974    | Борнмут, Великобритания     | Грунт    | Паоло Бертолуччи  | Илие Настасе Хуан Хисберт    | 4-6, 2-6, 0-6  |
| Поражение | 2. | 10 марта 1975  | Мюнхен, ФРГ                 | Хард(i)  | Антонио Зугарелли | Фрю Макмиллан Боб Хьюитт     | 3-6, 4-6       |
| Поражение | 3. | 29 марта 1976  | Валенсия, Испания           | Грунт    | Антонио Зугарелли | Мануэль Орантес Хуан Хисберт |                |
| Поражение | 4. | 15 ноября 1976 | Манила, Филиппины           | Грунт    | Ананд Амритрадж   | Росс Кейс Джефф Мастерс      | 0-6, 1-6       |
| Поражение | 5. | 18 апреля 1977 | Шарлотт, Сев. Каролина, США | Грунт    | Адриано Панатта   | Том Оккер Кен Розуолл        | 1-6, 6-3, 6-72 |
| Победа    | 1. | 22 мая 1978    | Флоренция, Италия           | Грунт    | Адриано Панатта   | Джон Маркс Марк Эдмондсон    | 6-3, 6-7, 6-3  |

### Кубок Дэвиса и Кубок наций (1-5)
| Результат | Год  | Турнир       | Место проведения   | Состав                                                        | Соперник в финале                                 | Счёт |
| --------- | ---- | ------------ | ------------------ | ------------------------------------------------------------- | ------------------------------------------------- | ---- |
| Победа    | 1976 | Кубок Дэвиса | Сантьяго, Чили     | Италия К. Барадзутти, П. Бертолуччи, А. Зугарелли, А. Панатта | Чили П. Корнехо, Б. Пражу, Х. Фильоль             | 4:1  |
| Поражение | 1977 | Кубок Дэвиса | Сидней, Австралия  | Италия К. Барадзутти, П. Бертолуччи, А. Панатта               | Австралия Д. Александер, Ф. Дент, Т. Роч          | 1:3  |
| Поражение | 1979 | Кубок наций  | Дюссельдорф, ФРГ   | Италия · К. Барадзутти, П. Бертолуччи, А. Панатта             | Австралия · Д. Александер, Ф. Дент                | 1:2  |
| Поражение | 1979 | Кубок Дэвиса | Сан-Франциско, США | Италия К. Барадзутти, П. Бертолуччи, А. Зугарелли, А. Панатта | США В. Герулайтис, Б. Лутц, Дж. Макинрой, С. Смит | 0:5  |
| Поражение | 1980 | Кубок наций  | Дюссельдорф        | Италия · К. Барадзутти, П. Бертолуччи, А. Панатта             | Аргентина · Г. Вилас, Х. Л. Клерк                 | 0:3  |
| Поражение | 1980 | Кубок Дэвиса | Прага, ЧССР        | Италия К. Барадзутти, П. Бертолуччи, Д. Оклеппо, А. Панатта   | Чехословакия И. Лендл, Т. Шмид                    | 1:4  |